# Kivitoo
 (juin 2018).
Si vous disposez d'ouvrages ou d'articles de référence ou si vous connaissez des sites web de qualité traitant du thème abordé ici, merci de compléter l'article en donnant les références utiles à sa vérifiabilité et en les liant à la section « Notes et références ».

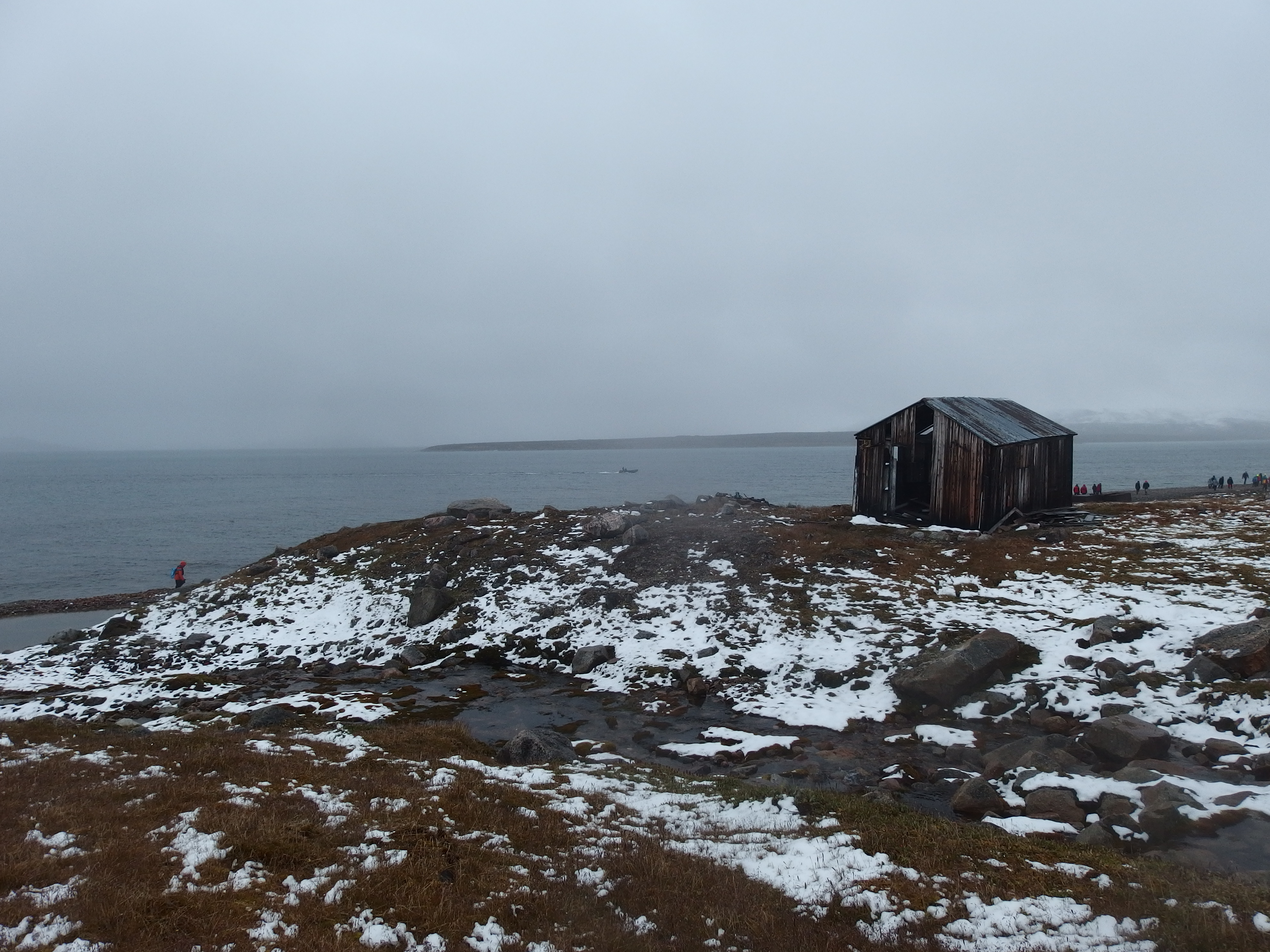
Vue du site de Kivitoo

Kivitoo est une communauté inuite abandonnée ainsi qu'un ancien poste de chasse à la baleine située sur la côte nord-est de l'île de Baffin au Nunavut (Canada). Dans les années 1960, les familles inuites de Kivitoo ont déménagé à Qikiqtarjuaq sur l'île du même nom qui est située approximativement à 50 km plus au sud.

## Histoire
Au début du XXe siècle, la Sabellum Trading Company a établi un poste à Kivitoo pour servir les baleiniers qui y accostaient afin d'y dépecer les carcasses. Le poste fut abandonné en 1926.
Kivitoo (FOX-D) était un site de l'ancienne ligne DEW et est maintenant un site du Système d'alerte du Nord.
Un petit cimetière abrite les tombes de marins et baleiniers du XIXe siècle.

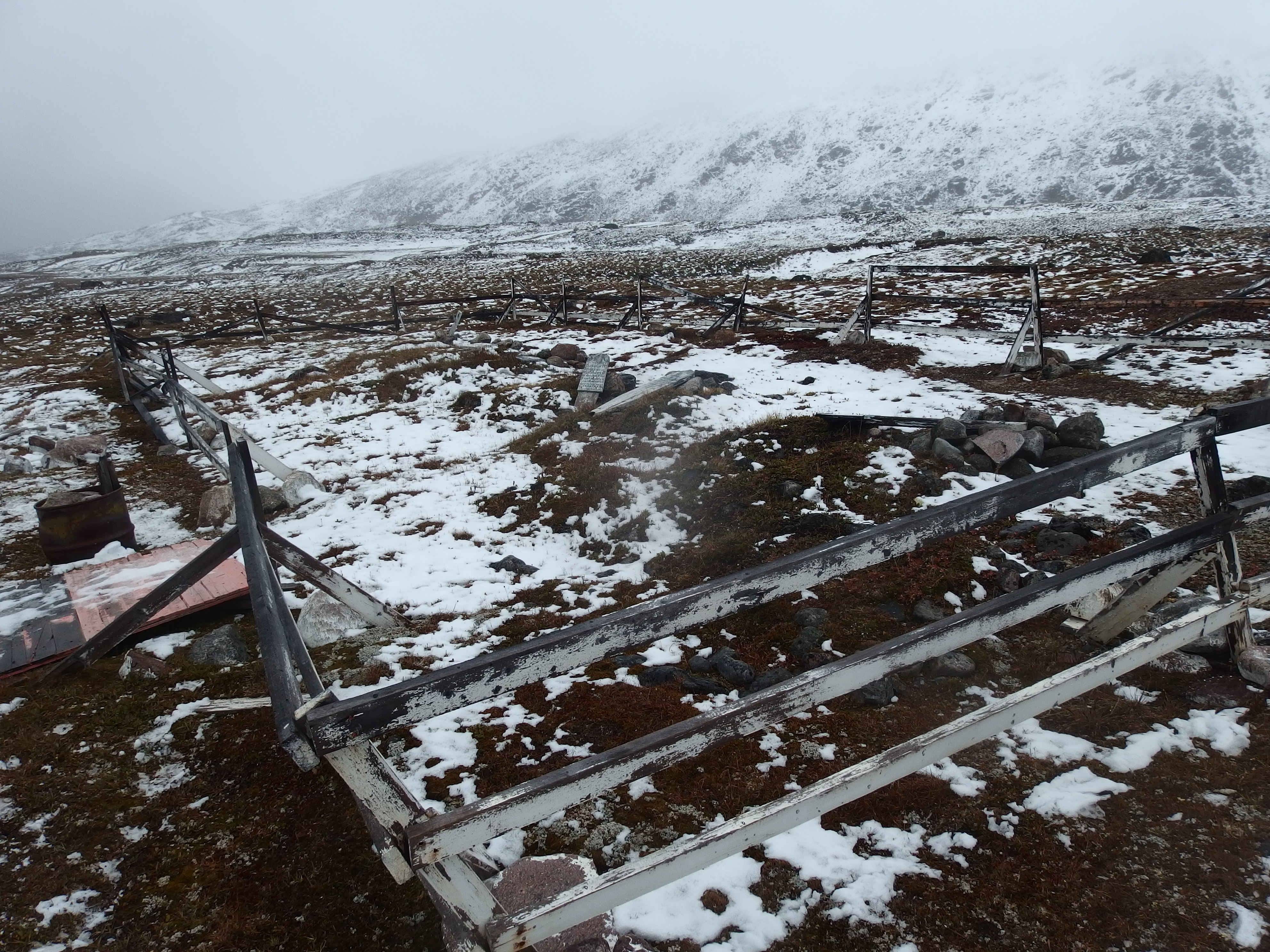
Cimetière
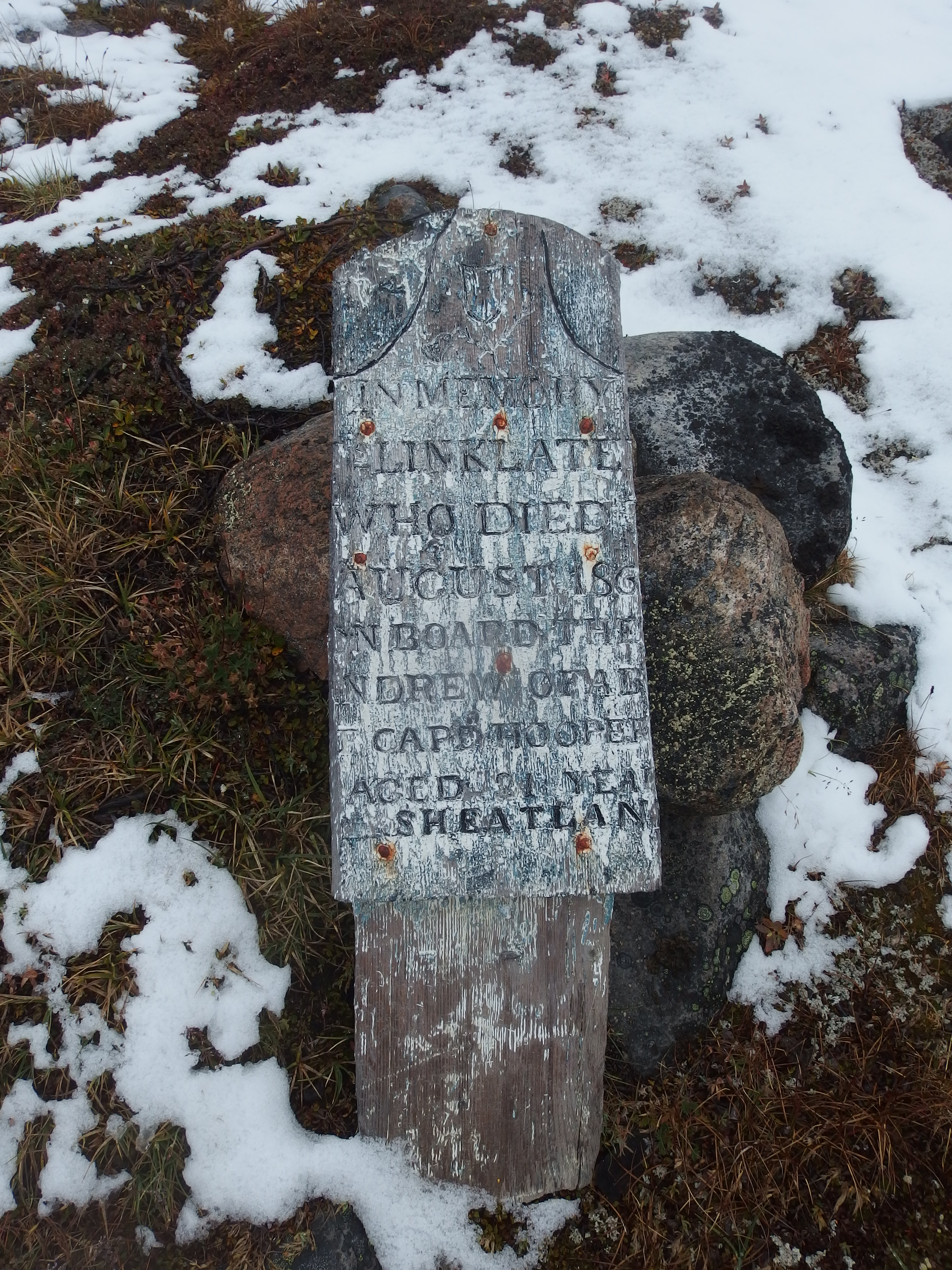
Tombe de Linklate (186x)
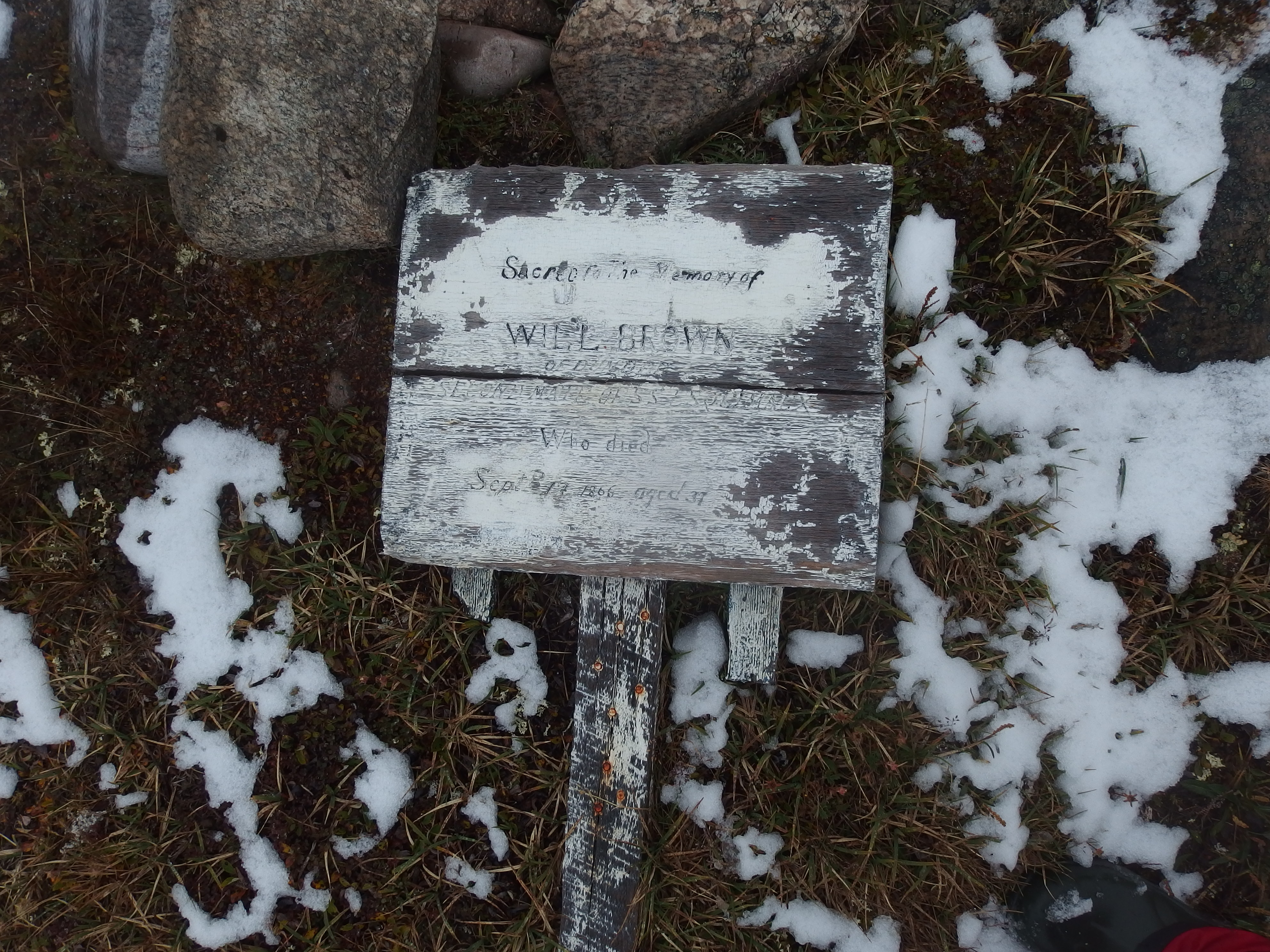
Tombe de Will Brown (1866)
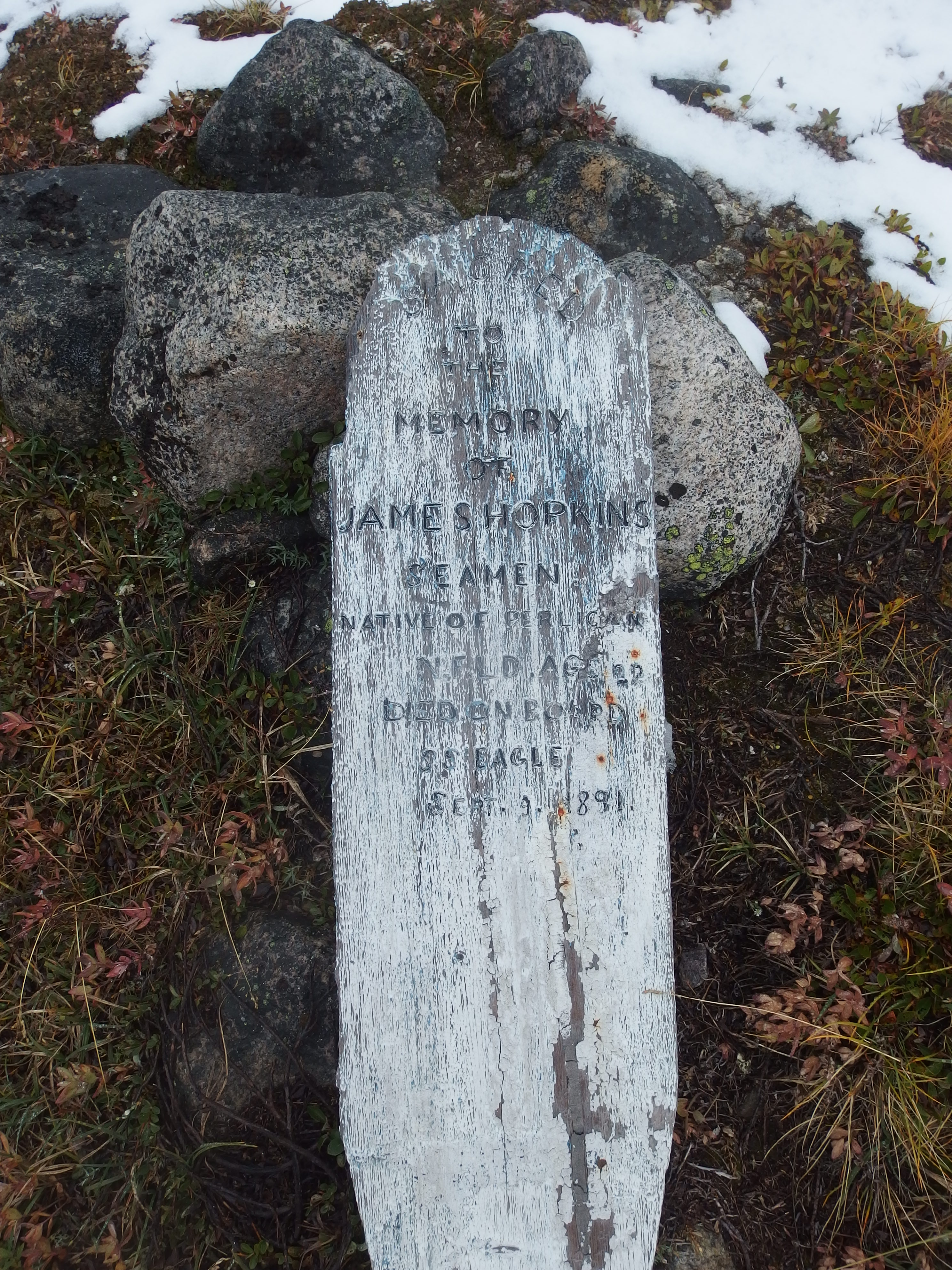
Tombe de James Hopkins (1891)
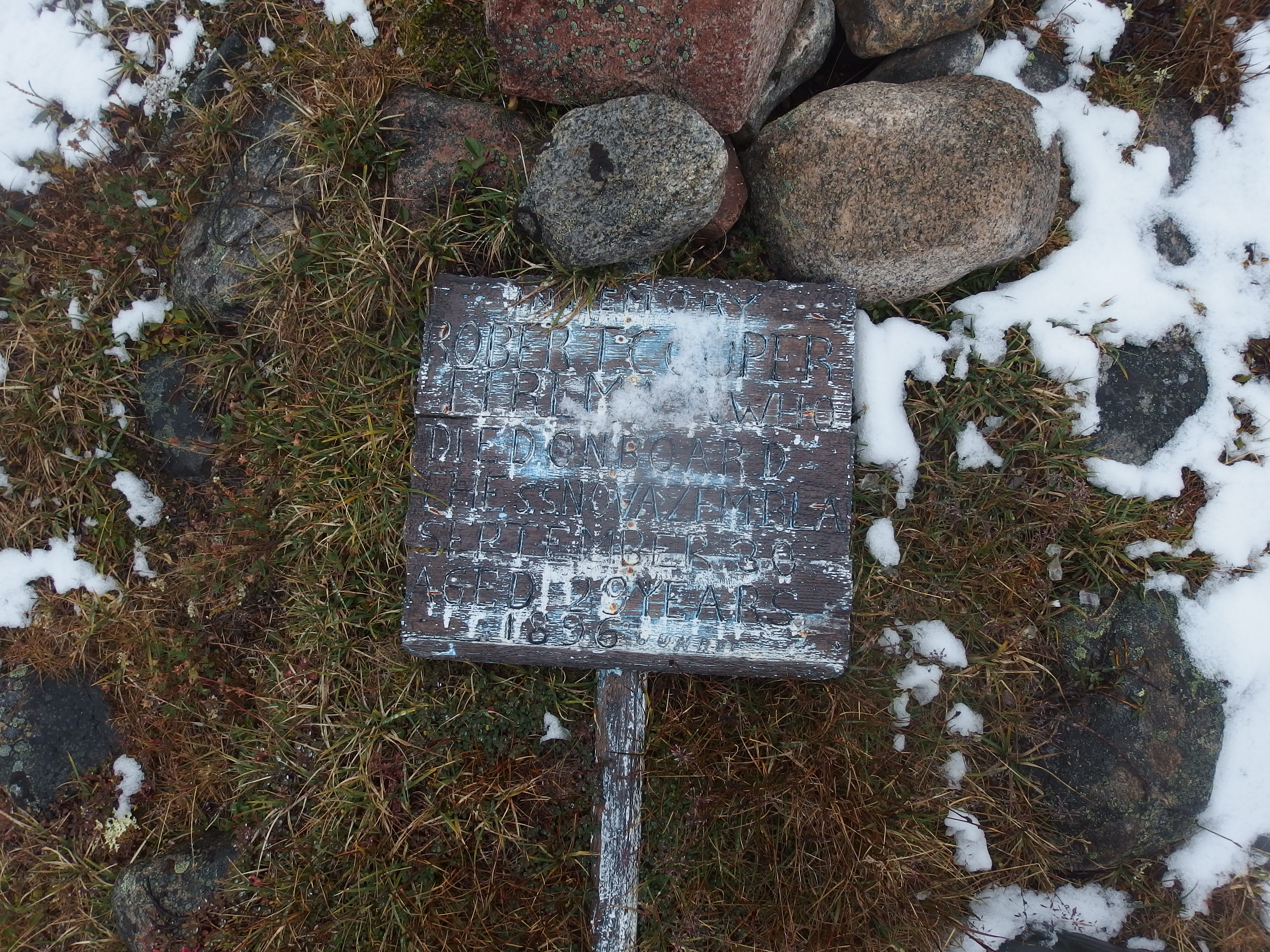
Tombe de Robert Cooper (1896)
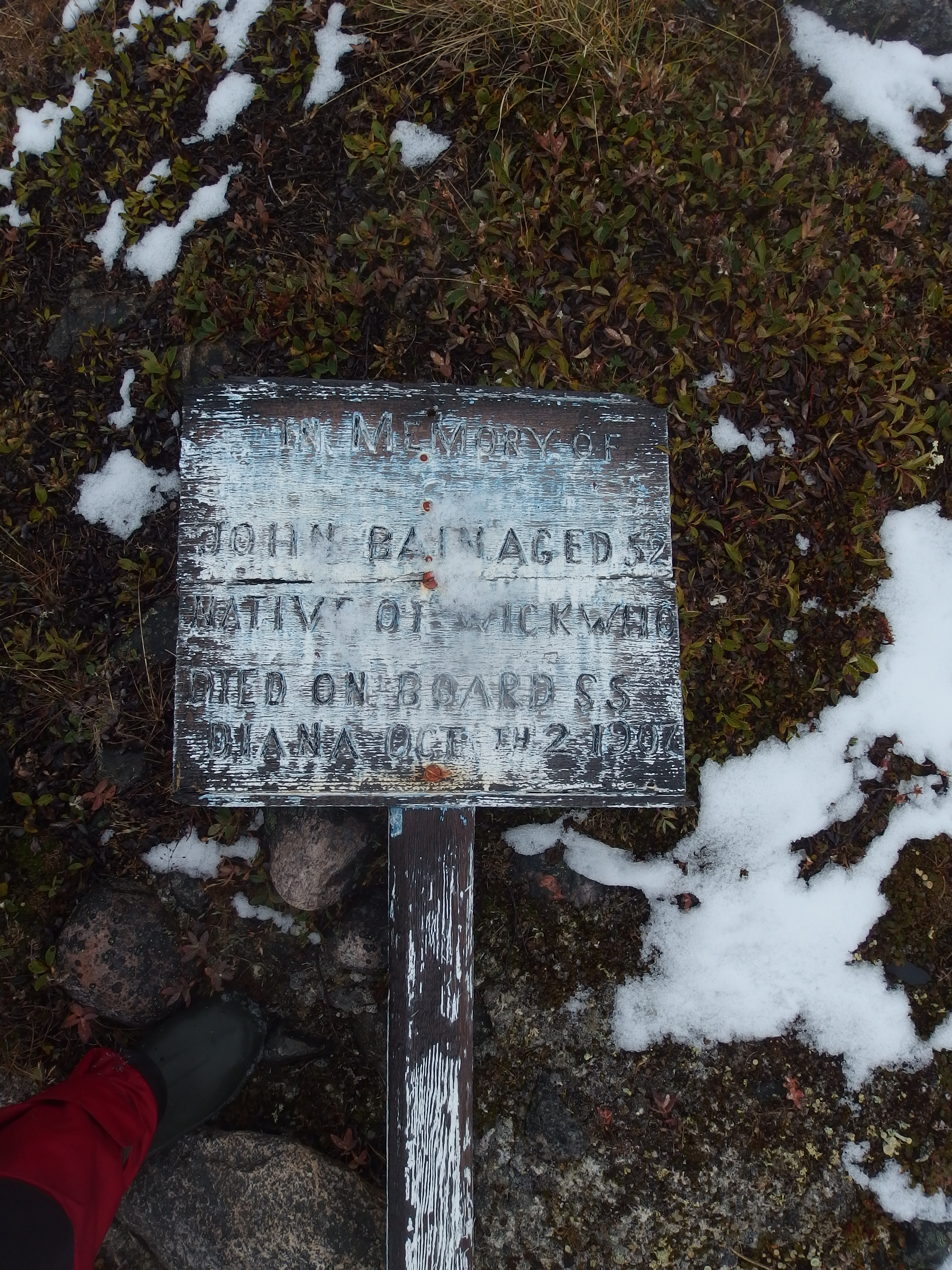
Tombe de John Bain (1907)